# Зимівля на Студеній
«Зимівля на Студеній» — радянський художній фільм 1986 року, знятий режисером Ігорем Негреску на «Київнаукфільм».

## Сюжет
За мотивами оповідань Дмитра Мамина-Сибіряка. Дія фільму відбувається на Північному Уралі наприкінці ХІХ століття. Старий мисливець Єлеска Шишмарьов самотньо живе у хатинці, загубленій серед тайги та боліт. Єдиний його друг — пес Музгарка. У центрі фільму — доля Єлески, його доброта та любов до природи.

## У ролях
- Борислав Брондуков — Єлеска
- Катерина Гоженко — Ксюша
- Олексій Горбунов — Флегонт
- Юрій Дубровін — Міхей
- Дмитро Наливайчук — Ліодор

## Знімальна група
- Режисер — Ігор Негреску
- Сценаристи — Ігор Негреску, Наталія Небилицька
- Оператори — Ігор Кривоніс, Ігор Іванов
- Композитор — Ігор Корнелевич
- Художник — Анатолій Мамонтов